# Idaja (matka Teukrosa)
Idaja (także Idaea; gr. Ἰδαἰα Idaía, łac. Idaea, Ida ‘Pochodząca z Idy’, ‘Mieszkająca na Idzie’) – w mitologii greckiej jedna z nimf.
Uchodziła za żonę boga Skamandra; urodziła mu syna Teukrosa, który został władcą-eponimem plemienia Teukrów. Wnuczka Idai, Batieja, poślubiła Dardanosa.